# Socha Viejo
Socha Viejo är en ort i Colombia.   Den ligger i departementet Boyacá, i den centrala delen av landet, 210 km nordost om huvudstaden Bogotá. Socha Viejo ligger 2 529 meter över havet och antalet invånare är 3 353.
Terrängen runt Socha Viejo är varierad. Runt Socha Viejo är det ganska glesbefolkat, med 36 invånare per kvadratkilometer. Socha Viejo är det största samhället i trakten. Trakten runt Socha Viejo består i huvudsak av gräsmarker.